# Platymantis neckeri
Platymantis neckeri és una espècie de granota que viu a Salomó i a Papua Nova Guinea.
Està amenaçada d'extinció per la pèrdua del seu hàbitat natural.